# Punctul de trecere a frontierei Karameh
Punctul de trecere a frontierei Karameh (în arabă: مركز حدود الكرامة) este singura trecere  transfrontalieră între Iordania și Irak. 
Pe partea irakiană se numește Complexul de frontieră Turaibil (arabă: مجمع طريبيل الحدودي). 
Punctul de trecere a deservit aproximativ 800.000 de pasageri în anul 2010, conform ziarului  Al-Arab Al-Yawm. Acesta leagă orașul iordanian Ruwaished de orașul irakian  Turaibil.
Punctul de trecere a frontierei se află la aproximativ 320 km de capitala Iordaniei Amman și la 575 km de capitala irakiană Bagdad. La 22 iunie 2014, Statul Islamic din Irak și Levant a atacat punctul de trecere a frontierei și s-a ciocnit cu Armata irakiană în încercarea de a captura punctul de trecere.